# Gliese 15 Ab
Gliese 15 Ab (Gl 15 Ab, GJ 15Ab) também comumente chamado de Groombridge 34 Ab é um planeta extrassolar que orbita em torno de Gliese 15 A, uma estrela anã vermelha visível da Terra com o uso binóculos e que faz parte de um sistema estelar binário localizado a aproximadamente 11,7 anos-luz de distância a partir do Sol, na constelação de Andrômeda. Na época de sua descoberta ele era o exoplaneta confirmado situado mais próximo do nosso planeta.

## Descoberta
Foi descoberto em agosto de 2014, a partir de análise da velocidade radial da estrela da estrela hospedeira pelo Eta-Earth Survey usando o HIRES do Observatório Keck.

## Propriedades
O planeta tem cerca de 5,35 ± 0,75 massas terrestres, e acredita-se que o mesmo seja um superterra, com um provável diâmetro de pelo menos 1,0 vez ao da Terra.
Gliese 15 Ab tem uma órbita em torno da estrela hospedeira a um semieixo maior de apenas 0,0717 ± 0,0034 UA, fazendo um período orbital que é um pouco mais do que 11,4 dias, o que parece ser relativamente circular. Encontra-se mais perto da estrela-mãe do que a provável zona habitável e é esperado para ser incapaz de abrigar vida.